# Flughafen Arequipa

i7
i11
i13
Der Aeropuerto Rodríguez Ballón (IATA-Code: AQP, ICAO-Code: SPQU) ist der internationale Flughafen der peruanischen Stadt Arequipa.

Er liegt etwa sechs Kilometer nördlich von Arequipa.

## Zwischenfälle
- Am 29. Februar 1996 wurde eine durch die Faucett Perú von American Airlines geleaste Boeing 737-200 fünf Minuten vor der Landung auf dem Flughafen Arequipa gegen einen Berg geflogen. Dabei starben alle an Bord befindlichen 117 Passagiere und 6 Crew-Mitglieder (siehe auch Faucett-Perú-Flug 251).

## Weblinks

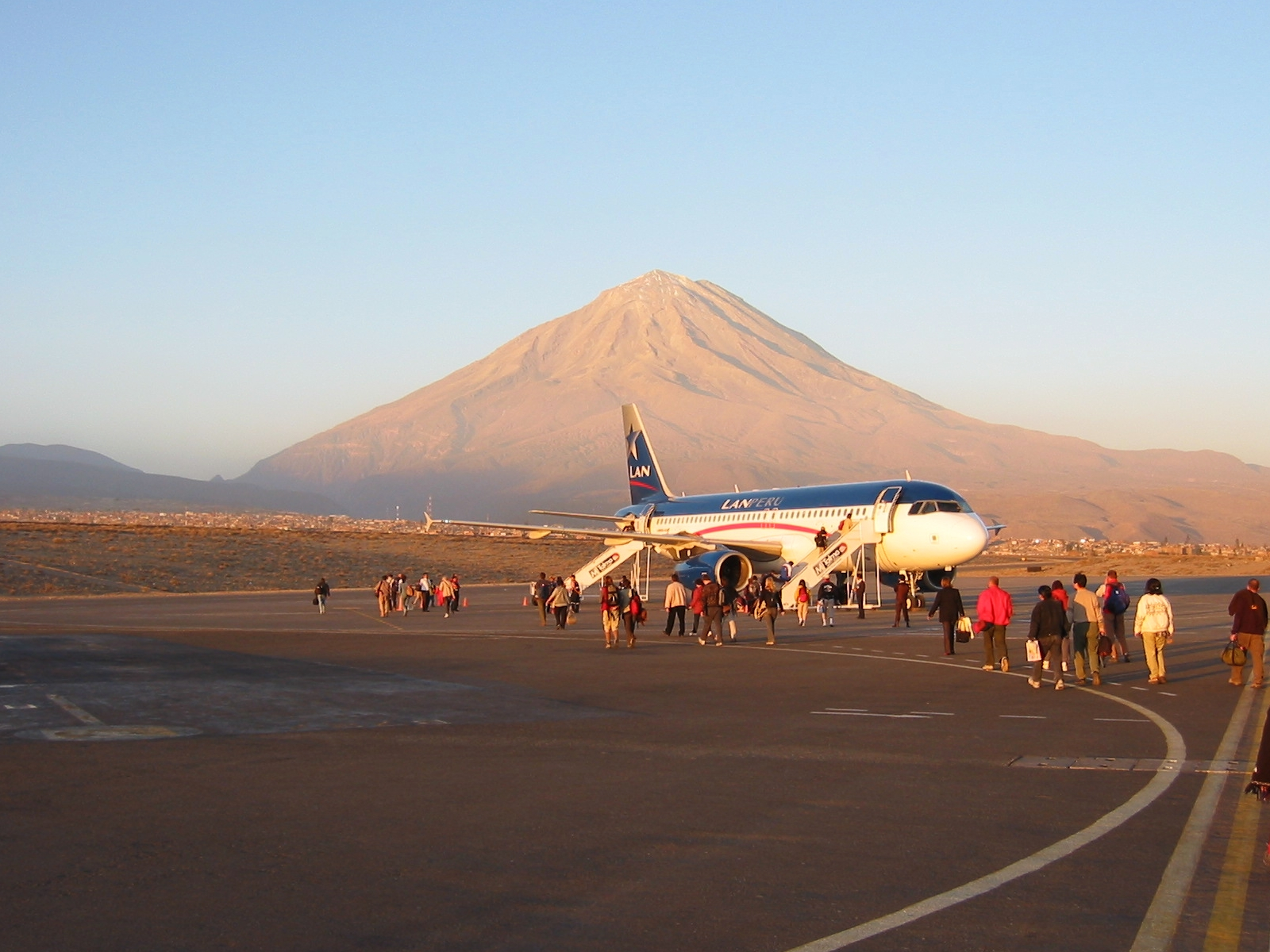
Vorfeld des Flughafens mit dem Vulkan El Misti im Hintergrund